# Jabaloyas
Jabaloyas ist ein Ort und eine Gemeinde (municipio) mit 63 Einwohnern (Stand: 2024) im Südwesten der Provinz Teruel in der Autonomen Region Aragonien im östlichen Zentralspanien. Neben dem gleichnamigen Hauptort Jabaloyas gehört die Ortschaft Arroyofrío zur Gemeinde.

## Lage und Klima
Jabaloyas liegt im Süden des Iberischen Gebirges etwa 43 km (Fahrtstrecke) westsüdwestlich der Stadt Teruel in einer Höhe von ca. 1405 m. Das Klima ist gemäßigt bis warm; Regen (ca. 563 mm/Jahr) fällt übers Jahr verteilt.

## Bevölkerungsentwicklung
| Jahr      | 1970 | 1981 | 1991 | 2001 | 2011 | 2021 |
| Einwohner | 267  | 157  | 121  | 84   | 87   | 61   |

Die Mechanisierung der Landwirtschaft sowie die Aufgabe bäuerlicher Kleinbetriebe und der daraus resultierende Verlust an Arbeitsplätzen haben in der zweiten Hälfte des 20. Jahrhunderts zu einem deutlichen Bevölkerungsrückgang (Landflucht) geführt.

## Sehenswürdigkeiten

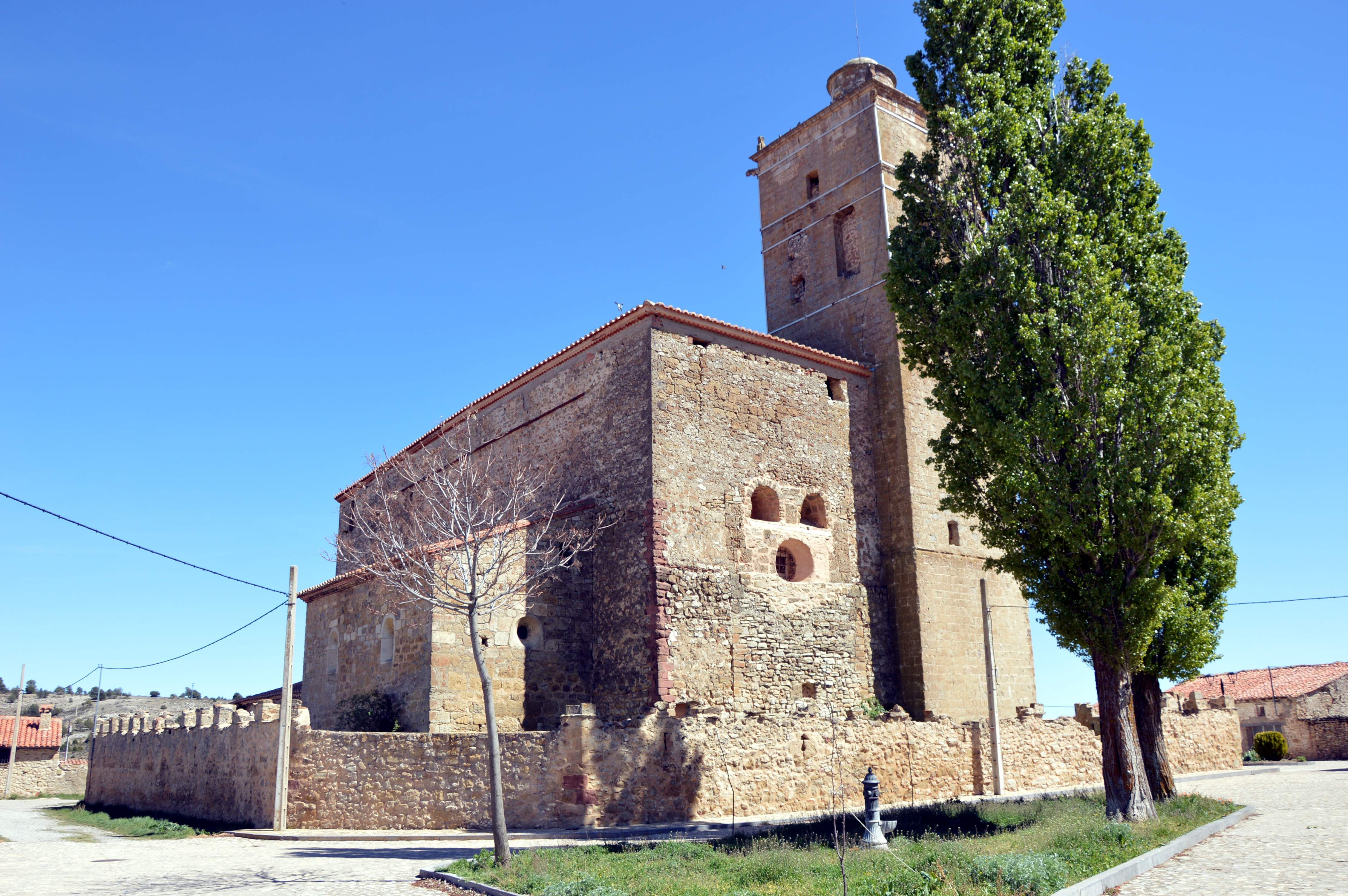
Kirche Mariä Himmelfahrt
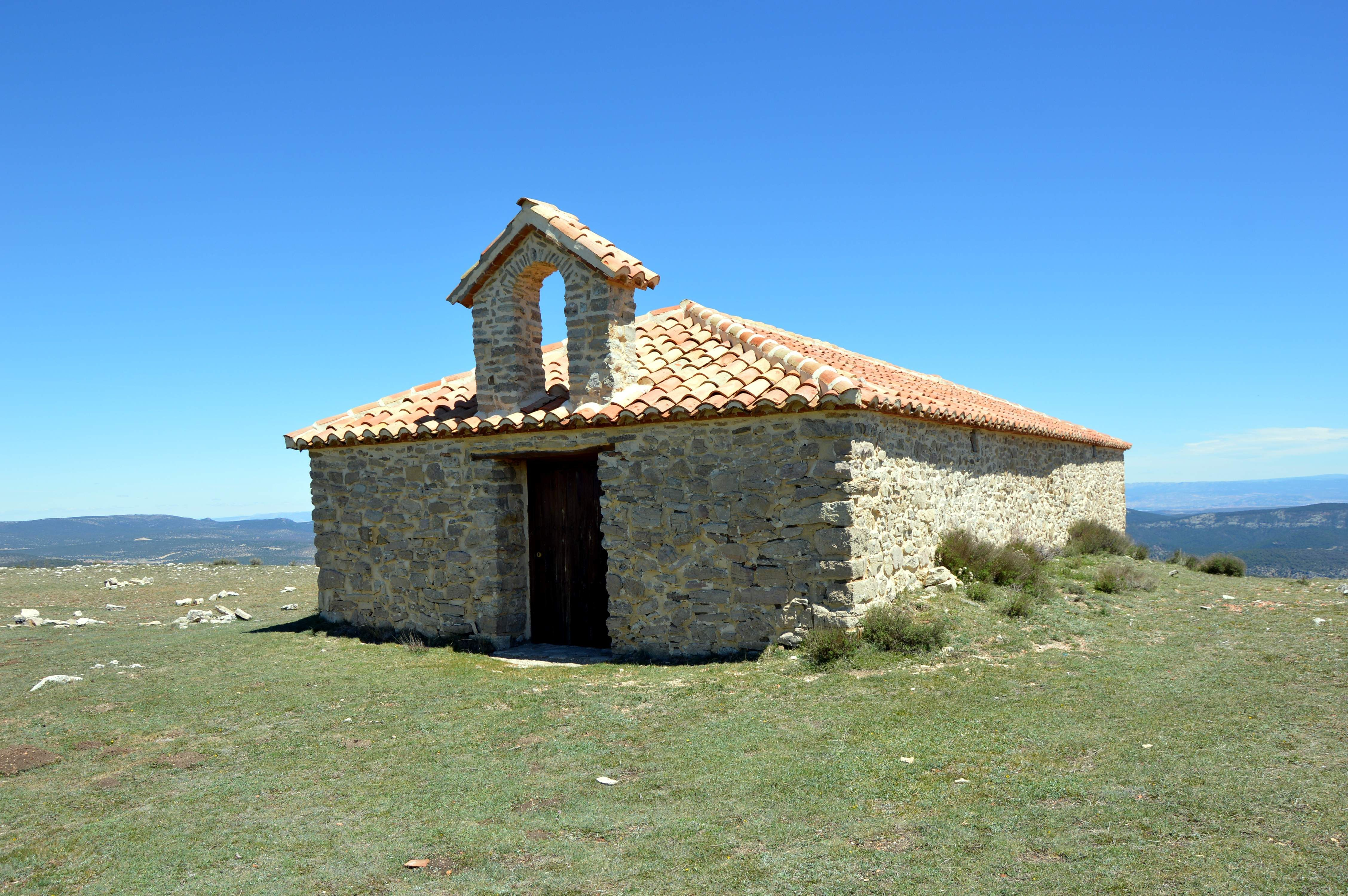
Christopheruskapelle
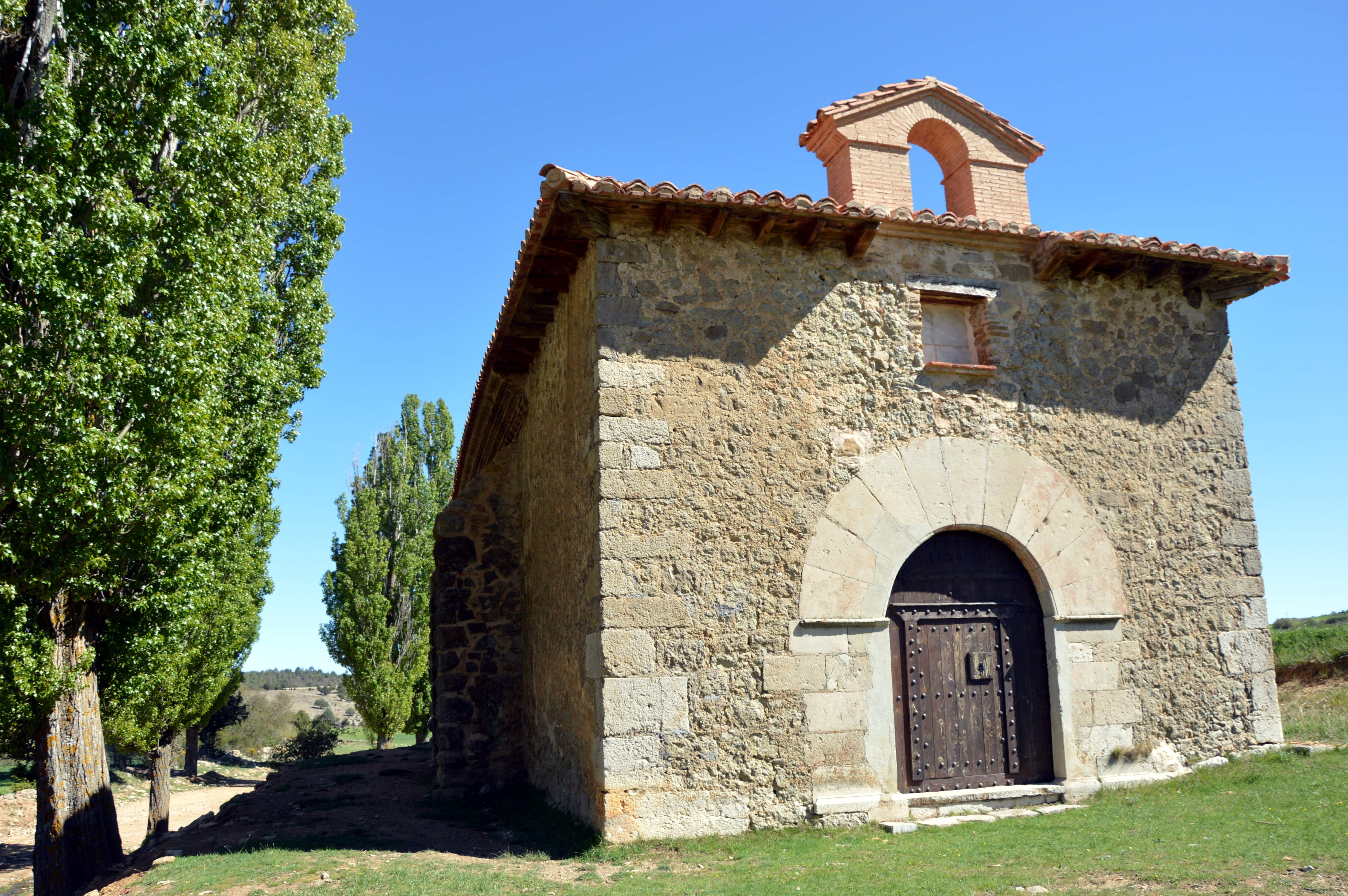
Marienkapelle
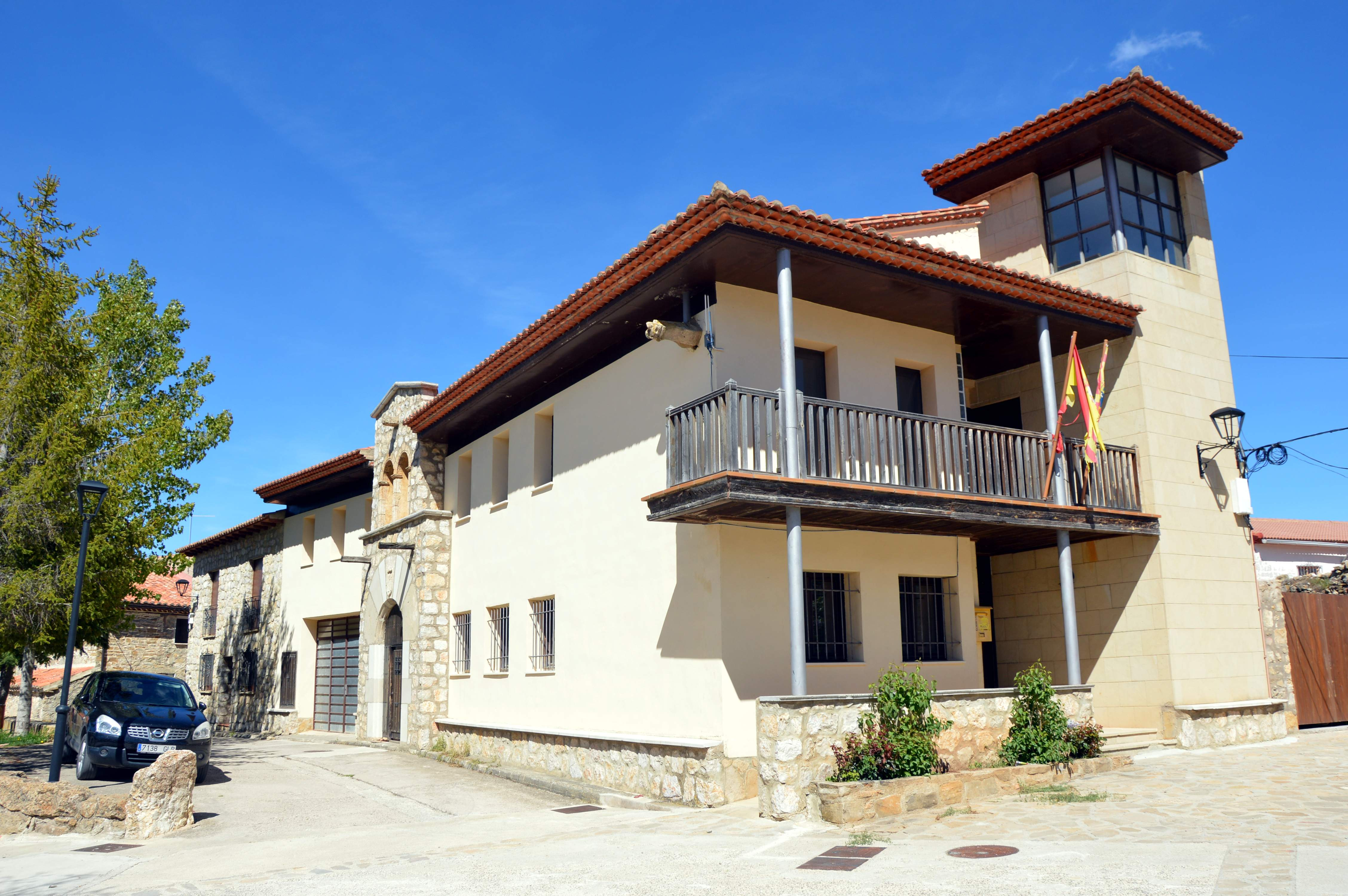
Rathaus

- Kirche Mariä Himmelfahrt
- Christopheruskapelle
- Marienkapelle
- Rathaus